# Heimatmuseum Empfingen
Das Heimatmuseum Empfingen im Landkreis Freudenstadt in Baden-Württemberg ist ein Heimatmuseum, das eine heimatgeschichtliche, ortsspezifische Sammlung von Handwerks- und Alltagsgegenständen beherbergt.

## Lage
Das Museum befindet sich im Ortskern der Gemeinde Empfingen in der Nähe der Kirche und des Rathauses in einer Zehntscheuer, welche im Jahre 1737 vom Fürsten von Hohenzollern-Sigmaringen erbaut wurde.

## Beschreibung
Nach der Nutzung des Gebäudes als Lagerplatz des Bauhofes wurde es in ehrenamtlicher Arbeit zum Museum umgebaut. Das Museum wurde im Oktober 2000 der Öffentlichkeit zugänglich gemacht. Der Schwerpunkt der Ausstellung bezieht sich auf den Zeitraum von 1850 bis 1950. Die Ausstellung verteilt sich auf fünf Stockwerke. Vor allem werden durch die Ausstellung die Berufe der Maurer- und Steinhauer näher beleuchtet, es sind aber auch Ausstellungsstücke der Handwerksberufe Ziegler, Schreiner, Maler, Schuster, Küfer und Wagner zu sehen. Auch werden Stücke der ländlichen Wohnkultur sowie der Landwirtschaft ausgestellt. Eine weitere Ausstellung widmet sich der medizinischen Versorgung auf dem Land mit Exponaten von Landärzten und Apothekern. Weitere Räume dokumentieren die Kaiserzeit, die Weltkriege und die Frühgeschichte Empfingens.
Seit Mai 2015 wird in einem neu geschaffenen Raum eine Dokumentation der Empfinger Fleckenfasnet, welche der schwäbisch-alemannischen Fastnacht angehört, ausgestellt. Es können über zehn Figuren betrachtet werden. Da einige Figuren aus Trachtenkleidern entstanden sind, sind auch verschiedene Original-Trachtenteile ausgestellt.

## Das Dorfschmiedemuseum
Das 1991 im ehemaligen Fruchtkasten eröffnete Dorfschmiedemuseum befindet sich im Nachbargebäude des Heimatmuseums und zeigt die originale Ausstattung des letzten Huf- und Wagenschmieds von Empfingen, wie sie ab 1930 bestand. Die Schmiede wurde bis 1983 betrieben, ist voll intakt und wird für Vorführungen genutzt.
Im Vorgarten des Fruchtkastens informieren alte Grenzsteine über die früheren Herrschaftsverhältnisse in Empfingen und Wiesenstetten.